# Aischfeld (Dornhan)
Aischfeld ist ein Teilort der Stadt Dornhan im Landkreis Rottweil.
Das Dorf Aischfeld befindet sich am Rande des Dornhaner Stadtgebiets auf 648 m im Schwarzwaldvorland. Aischfeld wird in Statistiken und sonstigen Dokumenten nahezu immer zum Nachbarort Busenweiler zugezählt. Mit Busenweiler zusammen hat Aischfeld 227 Einwohner (2010).
Das Dorf besteht aus ca. 70 Wohn- und Garagengebäuden. Außerdem befinden sich hier ein Zeltplatz, die Kirche der Adventgemeinde Busenweiler, ein Sportplatz und die Ruine Brandeck.
Etwas abgelegen, hinter dem Schlosswäldle, im Heimbachtal liegt das Wasserwerk Brandeck. Es versorgt über 13.000 Bürger der umliegenden Gemeinden mit Trinkwasser.